# Décathlon aux Jeux olympiques d'été de 2012
Pour un article plus général, voir Athlétisme aux Jeux olympiques d'été de 2012.
Navigation
Pékin 2008 Rio 2016
Le concours de décathlon aux Jeux olympiques de 2012 a lieu les 8 et 9 août dans le Stade olympique de Londres.
Les limites de qualifications étaient de 8 200 points pour la limite A et de 7 950 points pour la limite B.

## Records
Avant cette compétition, les records dans cette discipline étaient les suivants :
| Record du monde  | 9 039 points | Ashton Eaton | États-Unis | 23 juin 2012 | Eugene  |
| Record olympique | 8 893 points | Roman Šebrle | Tchéquie   | 24 août 2004 | Athènes |

## Médaillés
| Or           | Argent      | Bronze        |
| Ashton Eaton | Trey Hardee | Leonel Suárez |

## Faits marquants
Les États-Unis réalisent le doublé, avec la victoire de Ashton Eaton (8 869 points) devant son compatriote Trey Hardee (8 671 points). Le bronze revient au Cubain Leonel Suárez qui réalise un total de 8 523 points.

## Résultats détaillés
| Rang | Athlète                | Pays               | Total | 100 m        | Long.       | Poids       | Haut.      | 400 m       | 110 m H      | Disque      | Perche      | Jav.        | 1 500 m           |
| ---- | ---------------------- | ------------------ | ----- | ------------ | ----------- | ----------- | ---------- | ----------- | ------------ | ----------- | ----------- | ----------- | ----------------- |
| 1    | Ashton Eaton           | États-Unis         | 8869  | 1011 10 s 35 | 1068 8,03 m | 769 14,66 m | 850 2,05 m | 963 46 s 90 | 1032 13 s 56 | 716 42,53 m | 972 5,20 m  | 767 61,96 m | 721 4 min 33 s 59 |
| 2    | Trey Hardee            | États-Unis         | 8671  | 994 10 s 42  | 942 7,53 m  | 807 15,28 m | 794 1,99 m | 904 48 s 11 | 1035 13 s 54 | 834 48,26 m | 849 4,80 m  | 838 66,65 m | 674 4 min 40 s 94 |
| 3    | Leonel Suárez          | Cuba               | 8523  | 801 11 s 27  | 940 7,52 m  | 759 14,50 m | 906 2,11 m | 859 49 s 04 | 917 14 s 45  | 782 45,75 m | 819 4,70 m  | 996 76,94 m | 744 4 min 30 s 08 |
| 4    | Hans Van Alphen        | Belgique           | 8447  | 850 11 s 05  | 970 7,64 m  | 819 15,48 m | 850 2,05 m | 853 49 s 18 | 863 14 s 89  | 835 48,28 m | 849 4,80 m  | 763 61,69 m | 795 4 min 22 s 50 |
| 5    | Damian Warner          | Canada             | 8442  | 980 10 s 48  | 945 7,54 m  | 712 13,73 m | 850 2,05 m | 899 48 s 20 | 926 14 s 38  | 785 45,90 m | 819 4,70 m  | 780 62,77 m | 746 4 min 29 s 85 |
| 6    | Rico Freimuth          | Allemagne          | 8320  | 940 10 s 65  | 864 7,21 m  | 782 14,87 m | 714 1,90 m | 906 48 s 06 | 989 13 s 89  | 852 49,11 m | 880 4,90 m  | 698 57,37 m | 695 4 min 37 s 62 |
| 7    | Oleksiy Kasyanov       | Ukraine            | 8283  | 961 10 s 56  | 947 7,55 m  | 756 14,45 m | 794 1,99 m | 888 48 s 44 | 963 14 s 09  | 802 46,72 m | 790 4,60 m  | 661 54,87 m | 721 4 min 33 s 68 |
| 8    | Sergey Sviridov        | Russie             | 8219  | 910 10 s 78  | 922 7,45 m  | 754 14,42 m | 794 1,99 m | 866 48 s 91 | 799 15 s 42  | 817 47,43 m | 790 4,60 m  | 865 68,42 m | 702 4 min 36 s 63 |
| 9    | Willem Coertzen        | Afrique du Sud     | 8173  | 841 11 s 09  | 854 7,17 m  | 715 13,79 m | 850 2,05 m | 882 48 s 56 | 955 14 s 15  | 738 43,58 m | 760 4,50 m  | 810 64,79 m | 768 4 min 26 s 52 |
| 10   | Pascal Behrenbruch     | Allemagne          | 8126  | 847 11 s 06  | 850 7,15 m  | 831 15,67 m | 767 1,96 m | 813 50 s 04 | 932 14 s 33  | 761 44,71 m | 819 4,70 m  | 810 64,80 m | 696 4 min 37 s 46 |
| 11   | Eelco Sintnicolaas     | Pays-Bas           | 8034  | 894 10 s 85  | 903 7,37 m  | 739 14,18 m | 740 1,93 m | 868 48 s 85 | 920 14 s 43  | 509 32,26 m | 1004 5,30 m | 720 58,82 m | 737 4 min 31 s 17 |
| 12   | Brent Newdick          | Nouvelle-Zélande   | 7988  | 838 11 s 10  | 900 7,36 m  | 795 15,09 m | 767 1,96 m | 804 50 s 22 | 847 15 s 02  | 791 46,15 m | 819 4,70 m  | 735 59,82 m | 692 4 min 38 s 20 |
| 13   | Gonzalo Barroilhet     | Chili              | 7972  | 821 11 s 18  | 767 6,80 m  | 758 14,49 m | 850 2,05 m | 766 51 s 07 | 959 14 s 12  | 690 41,27 m | 1035 5,40 m | 697 57,25 m | 629 4 min 48 s 23 |
| 14   | Yordanis García        | Cuba               | 7956  | 906 10 s 80  | 755 6,75 m  | 758 14,48 m | 794 1,99 m | 873 48 s 76 | 944 14 s 24  | 711 42,27 m | 790 4,60 m  | 736 59,85 m | 689 4 min 38 s 57 |
| 15   | Kevin Mayer            | France             | 7952  | 791 11 s 32  | 854 7,17 m  | 731 14,05 m | 850 2,05 m | 873 48 s 76 | 780 15 s 59  | 689 41,20 m | 819 4,70 m  | 774 62,41 m | 791 4 min 23 s 02 |
| 16   | Ilya Shkurenyov        | Russie             | 7948  | 858 11.01 s  | 874 7.25 m  | 661 12.89 m | 822 2.02 m | 823 49.81 s | 925 14.39 s  | 736 43.51 m | 941 5.10 m  | 645 53.81 m | 663 4 min 42 s 80 |
| 17   | Eduard Mikhan          | Biélorussie        | 7928  | 919 10.74 s  | 799 6.94 m  | 774 14.75 m | 740 1.93 m | 889 48.42 s | 955 14.15 s  | 755 44.42 m | 731 4.40 m  | 673 55.69 m | 693 4 min 38 s 06 |
| 18   | Dmitriy Karpov         | Kazakhstan         | 7926  | 881 10 s 91  | 864 7,21 m  | 880 16,47 m | 794 1.99 m | 822 49.83 s | 924 14 s 40  | 765 44,93 m | 941 5,10 m  | 588 49,93 m | 467 5 min 16 s 83 |
| 19   | Luiz Alberto de Araújo | Brésil             | 7849  | 929 10 s 70  | 852 7.16 m  | 699 13.52 m | 740 1.93 m | 897 48 s 25 | 875 14 s 79  | 762 44,76 m | 790 4,60 m  | 612 51,59 m | 693 4 min 38 s 04 |
| 20   | Keisuke Ushiro         | Japon              | 7842  | 791 11.32 s  | 781 6,86 m  | 703 13,59 m | 794 1,99 m | 779 50 s 78 | 794 15 s 47  | 801 46,66 m | 880 4,90 m  | 834 66,38 m | 685 4 min 39 s 33 |
| 21   | Ingmar Vos             | Pays-Bas           | 7805  | 865 10 s 98  | 878 7,27 m  | 714 13,77 m | 767 1,96 m | 832 49 s 62 | 897 14 s 61  | 711 42,26 m | 760 4,50 m  | 762 61,60 m | 619 4 min 50 s 01 |
| 22   | Edgars Eriņš           | Lettonie           | 7649  | 863 10 s 99  | 809 6,98 m  | 695 13,45 m | 740 1,93 m | 786 50 s 62 | 823 15 s 22  | 769 45,10 m | 760 4,50 m  | 698 57,35 m | 706 4 min 35 s 88 |
| 23   | Jangy Addy             | Liberia            | 7586  | 885 10 s 89  | 790 6,90 m  | 788 14,97 m | 740 1,93 m | 878 48 s 64 | 945 14 s 23  | 779 45,61 m | 673 4,20 m  | 594 50,36 m | 514 5 min 08 s 14 |
| 24   | Attila Szabó           | Hongrie            | 7581  | 827 11 s 15  | 804 6,96 m  | 724 13,93 m | 714 1,90 m | 777 50 s 83 | 859 14 s 92  | 770 45,14 m | 790 4,60 m  | 720 58,84 m | 596 4 min 53 s 81 |
| 25   | Darius Draudvila       | Lituanie           | 7557  | 872 10 s 95  | 842 7,12 m  | 800 15,17 m | 767 1,96 m | 809 50 s 13 | 865 14 s 87  | 796 46,43 m | 673 4,20 m  | 591 50,16 m | 542 5 min 03 s 14 |
| 26   | Rifat Artikov          | Ouzbékistan        | 7203  | 780 11 s 37  | 677 6,41 m  | 735 14,11 m | 740 1,93 m | 729 51 s 91 | 881 14 s 74  | 737 43,53 m | 731 4,40 m  | 687 56,62 m | 506 5 min 09 s 52 |
| —    | Jan Felix Knobel       | Allemagne          | DNF   | 769 11 s 42  | 826 7,05 m  | 808 15,29 m | 850 2,05 m | 821 49 s 87 | 846 15 s 03  | 790 46,10 m | 731 4,40 m  | —           | —                 |
| —    | Kurt Felix             | Grenade            | DNF   | 834 11 s 12  | 967 7,63 m  | 684 13,28 m | 850 2,05 m | 807 50 s 17 | —            | —           | —           | —           | —                 |
| —    | Mihail Dudaš           | Serbie             | DNF   | 883 10 s 90  | 942 7,53 m  | 714 13,76 m | 767 1,96 m | —           | —            | —           | —           | —           | —                 |
| —    | Daniel Awde            | Grande-Bretagne    | DNF   | 926 10 s 71  | 774 6,83 m  | —           | —          | —           | —            | —           | —           | —           | —                 |
| —    | Roman Šebrle           | République tchèque | DNF   | 744 11 s 54  | —           | —           | —          | —           | —            | —           | —           | —           | —                 |

## Légende
Records et Performances
- AR : Record continental (area record)
- CR : Record des championnats (championship record)
- MR : Record du meeting (meet record)
- NR : Record national (national record)
- OR : Record olympique (olympic record)
- PR : Record paralympique (paralympic record)
- PB : Record personnel (personal best)
- SB : Meilleure performance personnelle de la saison (season's best)
- WL : Meilleure performance mondiale de l'année (world leader)
- WJR : Record du monde junior (world junior record)
- WR : Record du monde (world record)

Circonstances et Conditions
- DNF : N'a pas terminé (did not finish)
- DNS : N'a pas pris le départ (did not start)
- DQ : Disqualification (disqualification)
- NM : Aucun essai valable enregistré (No Mark)
- Q : Qualifié « directement » au prochain tour (ou à la prochaine compétition), lors d'une compétition majeure, grâce au classement ou à la réalisation des minima (automatic qualifier)
- q : Qualifié au prochain tour (ou à la prochaine compétition), lors d'une compétition majeure, grâce au repêchage ou à la réalisation de l'une des meilleures performances parmi celles des « non qualifiés directement » (grâce au meilleur temps ou à la meilleure distance par exemple) (secondary qualifier)